# 高雄鉄道
高雄鉄道（）は、昭和初期に存在した日本の鉄道事業者。現在の京都市西ノ京円町から梅ケ畑（高雄）までの鉄道敷設免許を取得し、着工している。
しかし、開業に至らず、免許を取り消され、解散している。

## 沿革
- 1928年（昭和3年）12月27日 西ノ京円町 - 葛野郡梅ヶ畑村間の鉄道敷設免許取得[2]。
- 1929年（昭和4年）12月25日 高雄電気鉄道株式会社設立[3]。
- 1930年（昭和5年）11月1日 工事施工認可[3]。
- 1931年（昭和6年）10月20日 工事着手[4]。
- 1933年（昭和8年）4月28日 高雄鉄道株式会社に社名変更[5]。
- 1935年（昭和10年）7月20日 鉄道敷設免許取消し[2]。